# Guedra

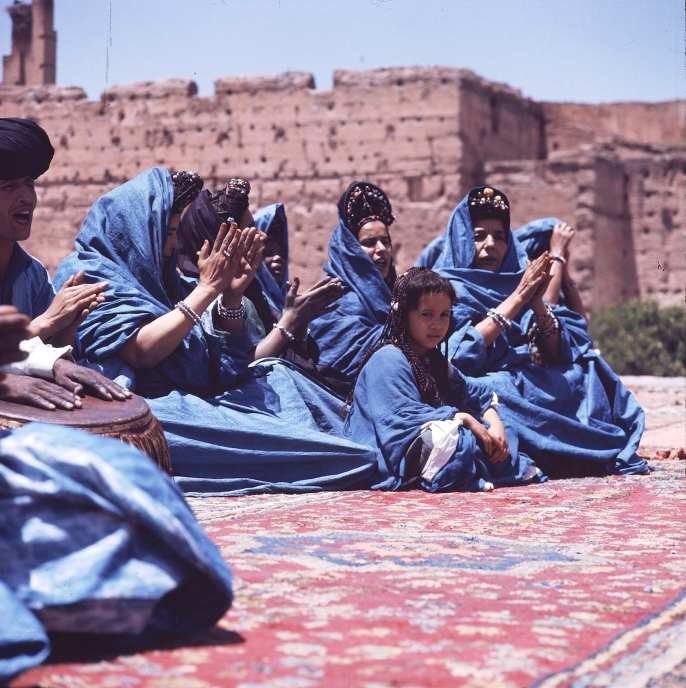
Troupe féminine de Guedra (1970)

La Guedra (en arabe :الكدرة) est une danse traditionnelle du sud du Maroc, propre aux tribus sahraouies de la région Guelmim-Oued Noun[réf. nécessaire].
On la trouve aussi sous d'autres noms dans certaines régions sahariennes plus au nord, comme dans la région de M'Hamid El Ghizlane et de Tata, où elle porte le nom de "Chemra" (en arabe : الشمرة). La différence entre la Chemra et la Guedra est peu évidente et repose souvent sur le rythme de la danse.

## Étymologie
La danse de la Guedra tire son nom de la jarre servant de tambour aux musiciens. Elle se déroule dans un espace circulaire avec une danseuse au milieu. Un espace que les gens du désert appellent « Gara », dont la dérivation verbale remonte au terme latin « Agora », qui signifie la forme circulaire.

## Populations
La Guedra est très connue parmi les habitants des régions de Tissnt, Tata  et Laayoune Sakia El Hamra, au sud du Maroc. Pourtant, cet art rythmé qui crée une harmonie entre la voix et le mouvement, reste propre à la région de Guelmim Oued Noun, située au sud-ouest du petit Atlas, où il est le plus célèbre.
La danse de la Guedra est une danse saharienne particulièrement propre aux tribus Tekna, la Chemra, quant à elle, se joue principalement parmi les tribus Âarib et Doublal, respectivement des provinces de M'Hamid El Ghizlane et de Tata.

## Déroulement de la Guedra

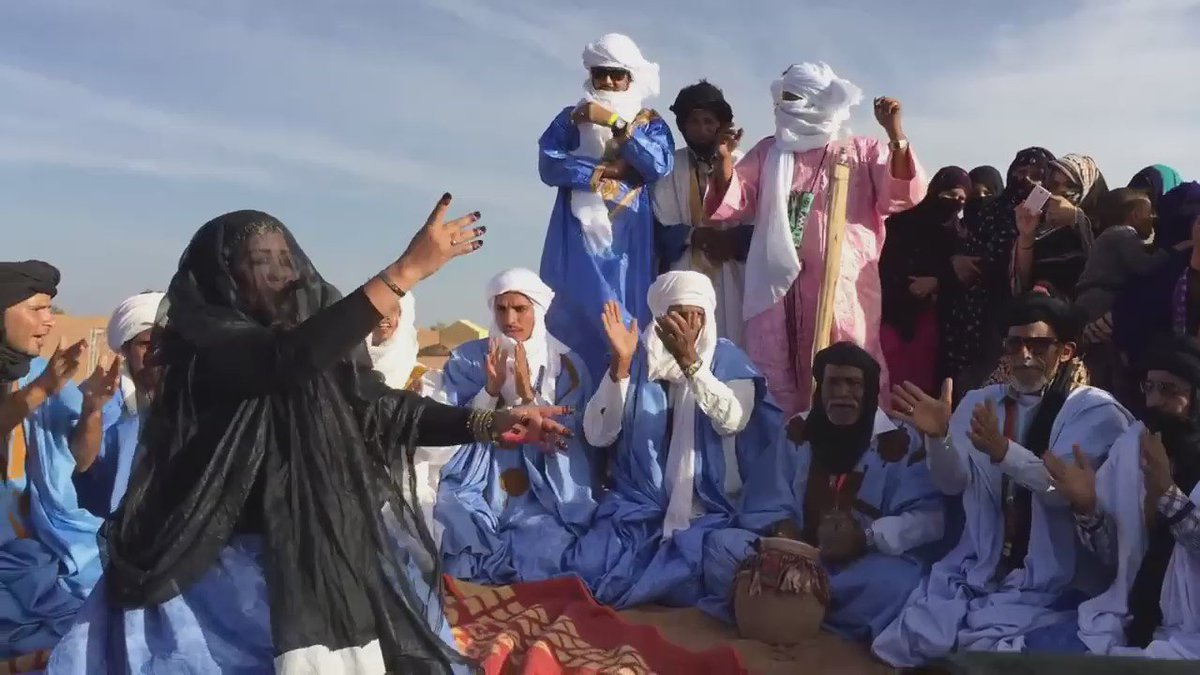
Des hommes et une femme sahraouies qui dansent la Guedra

La Guedra est une danse de groupe. C’est un spectacle ouvert à tous, où tout le monde est invité à faire partie du cercle qui peut se rétrécir comme s'étendre en fonction du nombre de participants à cette danse folklorique.
Le groupe de chanteurs est composé de plusieurs hommes formant un cercle, à leur tête un musicien appelé "Enneggar" (en arabe :النكار)  qui signifie "le crieur". Celui-ci exécute tout au long de la danse un rythme régulier en frappant avec les "Maghazel" (en arabe :المغازل) sur un tambour en poterie, appelé la Guedra, d’où le nom donné à cette danse.
Après quelques minutes, une femme voilée et drapée rejoint le centre du cercle et se met à genoux avant d’exhiber ses mains ornées de henné. Après s’être installée, seule ou accompagnée d’une seconde danseuse, elle commence à exécuter sa chorégraphie, gracieusement, tout en restant assise.

### La phase Hamayet

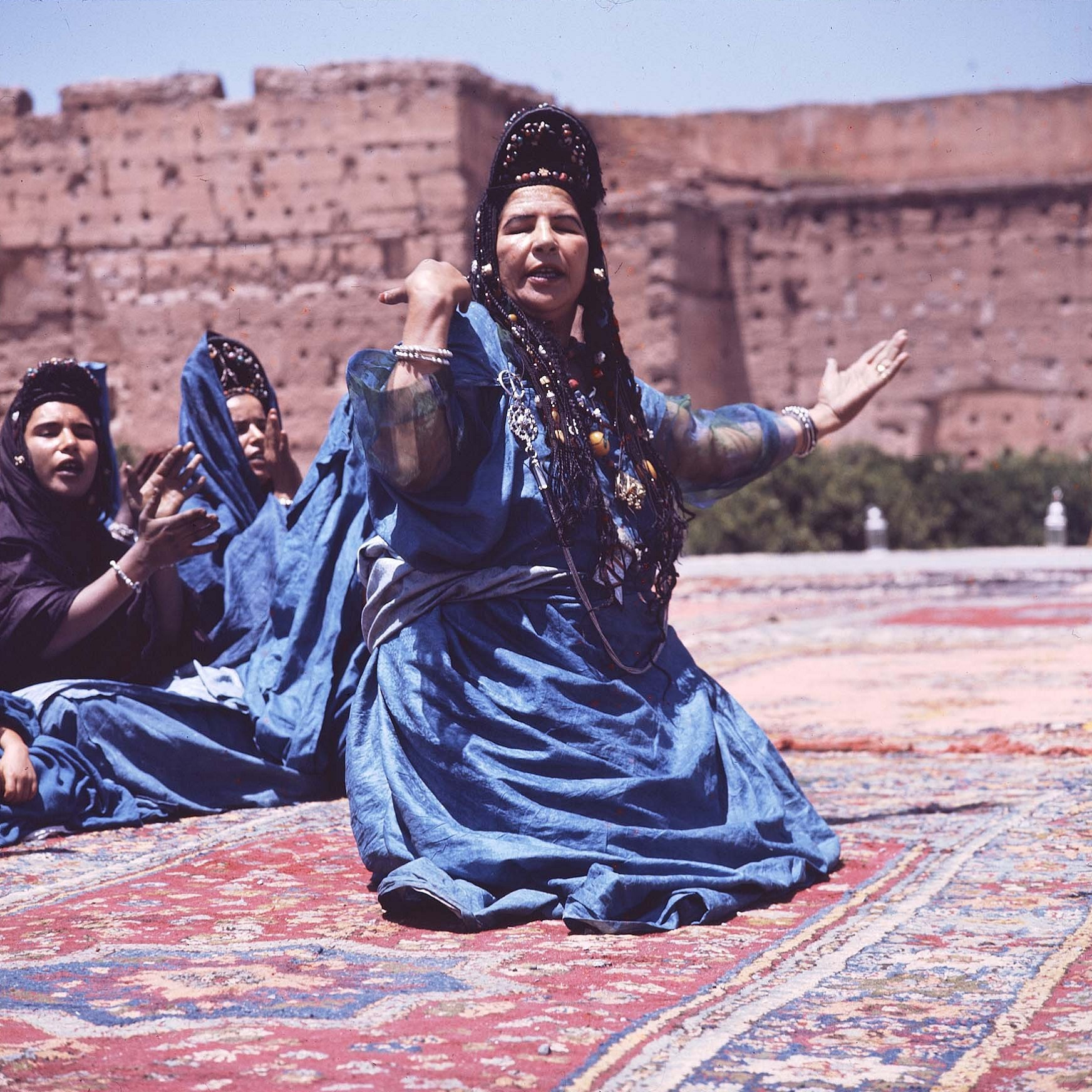
Femme sahraouie assise qui danse la Guedra

De leur côté, les hommes agenouillés ne cessent de chanter en tapant des mains frénétiquement, afin de garder la cadence. La danseuse, quant à elle, continue de danser les yeux fermés, emportée par le chant collectif, appelé les "Hamayet" (en arabe :الحمايات)
La danseuse doit être célibataire, veuve, ou divorcée. Les femmes mariées dansent rarement, et doivent se voiler la tête et dissimuler leur visage sous un long foulard noir. Les mouvements effectués par la danseuse consistent en des haussements d’épaules et de la hanche droite, agitation des bras allongés vers l’avant, remuement des doigts, ainsi que des mouvements de tête qui font bouger ses longues tresses.
Ensuite, elle enchaîne avec des gestes brusques. Elle bouge ses mains et pointe des doigts, tel un cobra, en dessinant des formes dans l’air. Ces mouvements très précis et répétitifs demandent une forte concentration de sa part. Elle se laisse emporter par les rythmes de la Guedra en remuant ses bras et doigts, selon une succession de mouvements très courts qui s'arrêtent brusquement, appelés "Taاaoui" (en arabe : التهاوي)
La danse continue ainsi pendant quelques minutes jusqu’à ce que le Enneggar, musicien principal, introduise la dernière phase de la danse, appelée "Ahoutch" (en arabe :احوتش)  et accélère le rythme.

### La phase Ahoutch

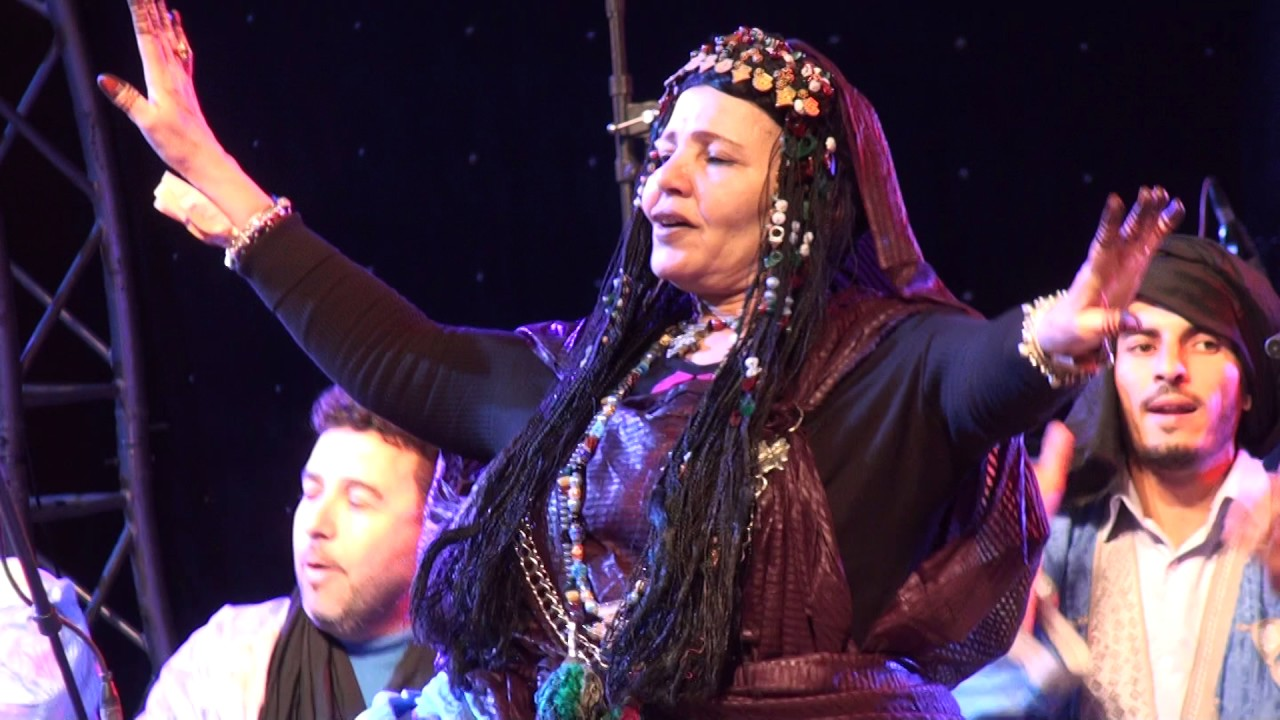
Une danseuse de la Guedra au Festival International des Nomades à M'hamid El Ghizlane, 2017

Les chanteurs du groupe qui forment le cercle, jusque-là assis, se relèvent légèrement, tout en restant à genoux, et battent des mains plus rapidement cette fois ci, en balançant leurs corps de droite à gauche.
Lorsque le rythme atteint son paroxysme, les mains de la danseuse sont prises d’un frémissement qui gagne les bras, les épaules et les hanches, jusqu’à ce que tout son corps entre en transe. Enfin épuisée, elle tombe à la renverse, dépouillée de ses voiles noirs, qu’elle doit porter pour cacher son visage, si elle est mariée.
Lorsque la performance de la danseuse prend fin, arrive un homme vêtu de l’habit traditionnel Sahraoui. Contrairement à la chorégraphie précédente, le danseur reste debout et exécute une danse propre à lui. Il fait voler les longs tissus amples de sa drâa bleue, comme pour imiter les ailes d’un oiseau, et ce jusqu'à la fin du spectacle clôturé par les cris « Yhaw! Yhaw! » (en arabe : يهاو يهاو), dont l'origine et la signification demeurent à ce jour un mystère.

## Instruments de musique
Les outils utilisés par les chanteurs sont inspirés du quotidien de la vie saharienne, et sont généralement des outils traditionnels.
- La Guedra (en arabe :الكدرة) : l’instrument de percussion principal, appelé Guedra est une jarre en argile que les sahraouis transforment en tambour, à l’aide d’un bout de cuire bien serré qui recouvre fermement son ouverture.
- Lemghazel (en arabe :المغازل) : les baguettes avec lesquelles les musiciens frappent suivant un rythme spécifique. Cela crée un rythme musical synchronisé, accompagné d'applaudissements collectifs ininterrompus.
- Claquement des mains (en arabe :التصفاق) : en plus de la percussion de la Guedra, le rythme de la danse est maintenu grâce aux clappements des mains des hommes qui forment le cercle, et repose principalement sur le chant et les cris de ces derniers.

## Dimension Philosophique

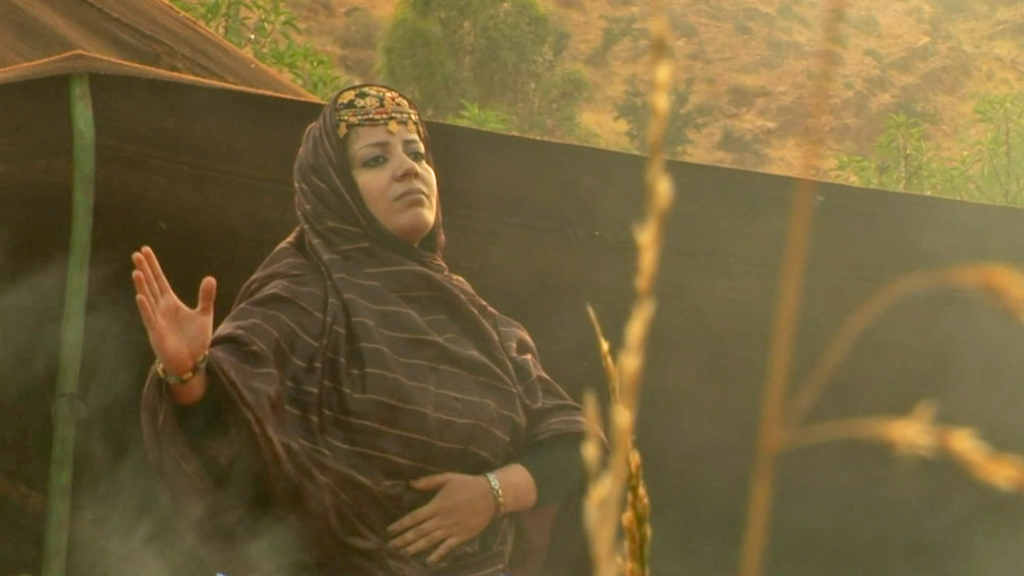
Femme sahraouie

La danse de la Guedra fait partie de l’héritage de l’homme sahraoui, et est l’un des piliers du folklore de la région qui a marqué l’histoire culturelle du Sud du Maroc.
L’ensemble de la création poétique des populations sahraouies s’inspire des sensations du vécu en plein désert et des vastes étendues du Sahara marocain. Née entre les étendues désertiques et les dunes de sable, la Guedra constitue un moyen d’expression très répandu dans les provinces sahariennes.
La danse de la Guedra est l'une des formes d'art populaire les plus célèbres dans le désert. Elle est le résultat de diverses conditions socio-culturelles, et repose principalement sur l'expression abstraite du corps, au milieu d'un dialogue collectif riche en sonorités et dires poétiques. La nature géographique de la région et les composantes de son environnement a eu un rôle très important dans l’implémentation de ce phénomène folklorique.
La Guedra, c’est d’abord un chant accompagné d’une mélodie pure, très vite recouverte par des sonorités brèves et des rythmes accélérés, obsédants, voire frénétiques. « [...] Puis, vient une femme vêtue d’une “melhfa”. La danseuse se tient debout imitant la marche lente d’une caravane, elle épouse la cadence des chameliers dont le mouvement du corps s’harmonise avec celui des pas de leurs montures dans le sable [...] La vocation de la danse de la Guedra a suscité multiples interprétations. Pour certains, il s’agit d’une danse érotique, selon d’autres, elle serait plutôt une danse de possession. La seconde hypothèse est plus plausible, étant donné l’importance qu’y revêt la percussion », apporte la même source.apporte Meriem Aherdan dans La force des célébrations. » La Guedra est une expression artistique et populaire, située dans la partie nord du désert marocain. Elle est connue pour son caractère bédouin, et est principalement associée à l'élevage de moutons et de chèvres. Le son de percussion de l’instrument de musique principal, qui est la « Guedra », est caractérisé par une ressemblance au bruit des sabots des chèvres, tandis que la forme du cercle autour de l’instrument, s'apparente à la forme des étables à chèvres et à moutons.
Le positionnement des danseurs de la Guedra n’est pas aléatoire. Les mouvements de danse qui consistent à se tenir sur les genoux, agiter les mains, se balancer à droite et à gauche, crier et intimider… ont pour but d’exprimer les conditions des habitants de cette région, car c'est un environnement caractérisé par le raid, la rivalité, et la surveillance des adversaires. Cette danse est ainsi le reflet des conditions de la réalité environnementale et des interactions du peuple Sahraouie ensemble. « Les chants rythmés des Hammayets développent l'esprit de combat collectif qui puise son fondement dans les chants religieux ayant pour but de renforcer la foi et demander le pardon de Dieu. Même le bol circulaire est riche en symbolique. Dans cette danse, la Guedra, qui est le bol d'argile, dénote la terre, la connexion et l'attachement à celle-ci. En ce qui concerne le bout de cuir qui recouvre l’ouverture du bol, il est extrait de la peau de chèvre. Ainsi, l’instrument principal de cette danse est en lui-même une expression de la vie des éleveurs nomades. a déclaré à la MAP, M. Brahim El Houceine, chercheur dans le patrimoine populaire Hassani. » Les hammayets connus pour être des chants de romance sont aussi une profonde expression de soufisme, estiment certains chercheurs spécialisés dans le patrimoine Hassani.
Portée dans cette chorégraphie, la danseuse, envoûtée, se retrouve emportée, à travers des mots particuliers et souvent une musique spéciale et rythmique, dans un élan de soufisme et de spiritualité difficile à expliquer.

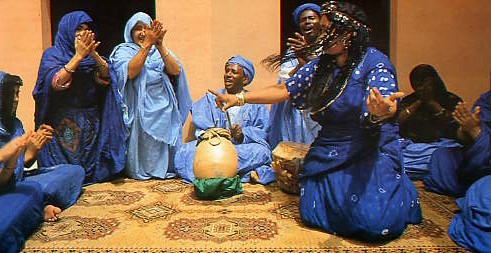
Un groupe de sahraouis qui dansent la Guedra

Quant aux interprètes de cette danse, ils jouent un rôle majeur dans le paysage de la Guedra. Le positionnement de la danseuse au centre du cercle d'hommes est très significatif. La femme sahraouie s'installe au milieu, non pas pour animer le cercle ou montrer ses charmes, mais plutôt pour exprimer les représentations figuratives dans l'esprit de la société sahraouie. Son positionnement au centre est très représentatif du statut privilégié de la femme au sein de la société sahraouie.
En ce qui concerne la chorégraphie, le mouvement de danse prévalent que la femme trace avec les mains et les doigts, est une illustration du donneur d'ordre, et représentent le pouvoir qu'elle détient seule, au milieu de tous ces hommes. D'autres théories soutiennent également que cette chorégraphie symbolise le rang privilégié de la femme au sein de la famille, et que les hommes l’encerclent, en signe de protection.

## Les paroles
La « Guedra» est exécutée en langue Hassani ou arabe, et principalement en langue dialectale. Cette expression artistique a pendant longtemps été une arme politique et un moyen d’expression incontournable, ayant pour but de rassembler les citoyens des populations sahraouies.
Pour les paroles du chant, la « Guedra » a un système de performance et de poésie spécial, basé sur trois niveaux qui représentent les étapes du développement du rythme, appelés les « Maqamat » (en arabe : المقامات). Le premier qui est appelé « himayet » (qui signifie « protection ») est lent. Vient ensuite un rythme semi-rapide, et enfin un troisième très rapide, qui est appelé « tahwehi ».

## Poésie Hassani
La danse de la Guedra n'est pas réservée aux hommes, mais peut également, dans de rares occasions, être pratiquée par un groupe de femmes. Au milieu du cercle féminin, pendant que l’une d’entre elles récite des strophes de poésie, une autre l’accompagne en jouant de l'instrument Guedra. Lorsque la première période se termine, une autre prend la relève, et enchaine avec des poèmes qui expriment le sentiment de solitude ressenti par la femme sahraouie lorsque son mari part en voyage. Elle est fière de lui et considère que son labeur loin de leurs terres restaurera la dignité de la tribu. « غابو عنا شهرين وعشرة أيام
سبع مية حرك جابوا غير الحنحان
م الصغار جمعوا والكبار غير فلان فلان
واللي عند خوه جابو أو كراح الكلام »
Le poète sahraoui est grandement influencé par la vie bédouine, l'élevage, les voyages et la vie dans le désert. Les poèmes transmettent des messages de fierté pour les membres de la tribu.
« رحلت من دارها أوكدت كفاها
أوباهر يرحل من دارو ولا أعراها
رحلت من دارها وعيني ترعاها
وين صدو فركان سود السوالف » L'un des poètes de la Guedra a écrit ces vers pour exprimer sa souffrance à la suite de sa séparation de sa bien-aimée. Il décrit sa déception, car la femme a saboté leur relation comme si elle avait allumé un feu et l’avait laissé consumer les piliers de la tente. Cette dernière désigne la relation qui les rassemblait autrefois. La danse de la Guedra représente ici un exutoire pour le poète et lui permet d’exprimer ses préoccupations quotidiennes, en utilisant des descriptions qui puisent dans l'environnement désertique.

## Tenues
Les hommes et les femmes dans les provinces du Sud ont des vêtements spéciaux de divers types et modèles, la femme porte officiellement la melhfa, tandis que l’homme porte la darâa. Les costumes traditionnels dans les régions désertiques sont confortables et adaptés au désert, car ils sont conçus pour convenir au climat chaud et sec de la région. La plupart de ces vêtements sont spacieux et légers, de couleurs estivales saturées qui correspondent au climat du désert, et permettent de se protéger de la chaleur du soleil.

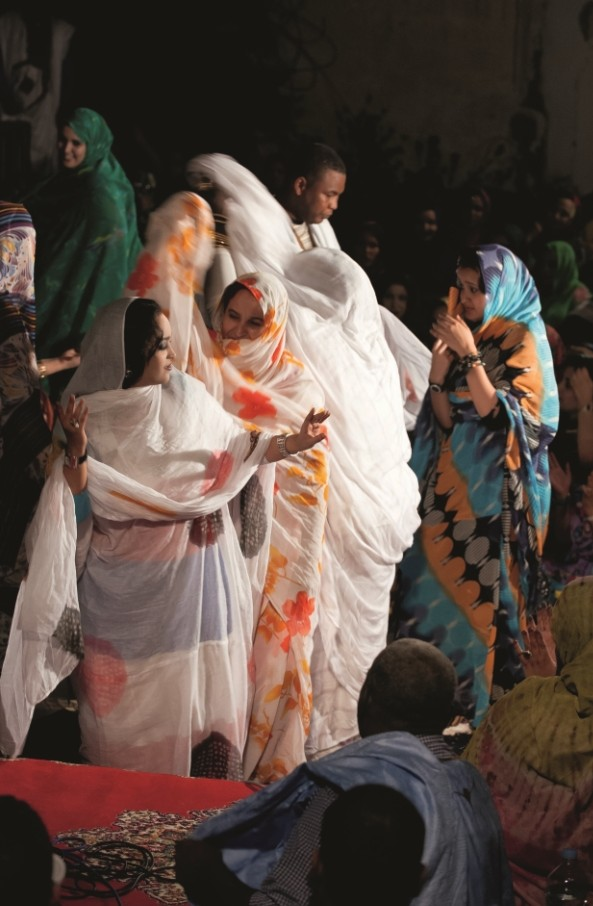
Femmes sahraouies vêtues de melhfas colorées

### La melhfa
La melhfa est la tenue de tous les jours de la femme sahraouie. Mais pour exécuter la dance de la Guedra, une tenue spéciale est recommandée. Celle-ci comprend une jupe ample et plissée, dans des tons noirs, bleus, ou blancs selon les régions, ainsi qu'un large tissu noir qui recouvre les bras et le visage de la danseuse mariée. Les danseuses célibataires, veuves ou divorcées ne sont pas obligées de se couvrir le visage.
Une tenue traditionnelle sahraouie se compose généralement de plusieurs pièces, d’accessoires et de bijoux. Ces derniers tiennent une place très importante dans l’armoire de la femme sahraouie, notamment les colliers en Loubane (en arabe : اللوبان), et le Kholkhal (en arabe : الخلخال), un bracelet qu’elle met autour de la cheville. Les femmes sahraouies portent sur la tête un bandana orné de cauris et de longues tresses qui viennent encadrer leurs visages.
Chaque tribu a ses propres traditions et coutumes, et en fonction desquelles elle s’habille. Il est donc normal que la danseuse porte une melhfa, dont la largeur est parfaite pour permettre la souplesse des mouvements de danse.

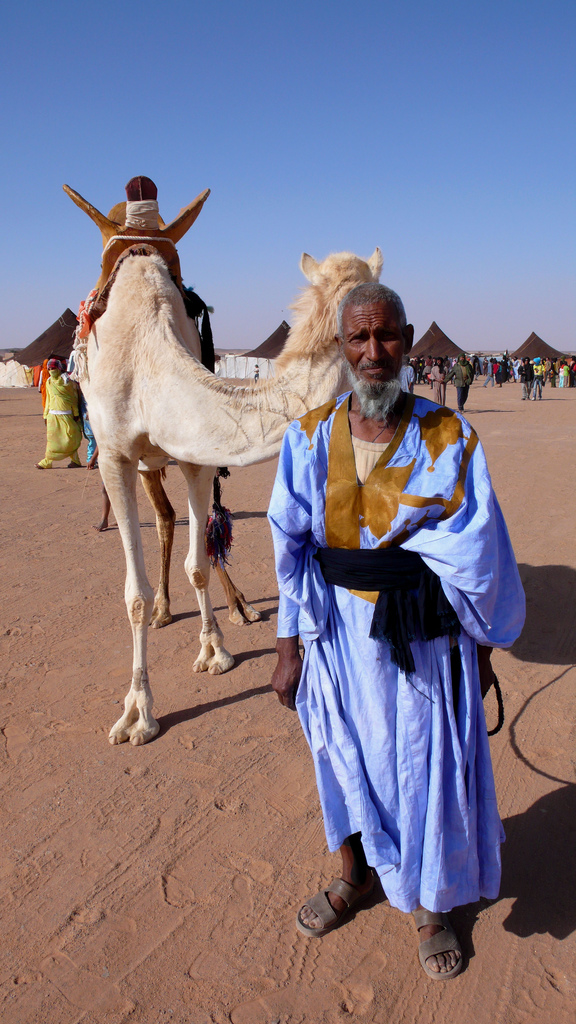
Un homme sahraoui vêtu d'une darâa

### La darâa
Les hommes quant à eux mettent la Darâa (en arabe : الدراعة), une gandoura brodée très ample, ouverte sur les côté. La Darâa est l’un des costumes populaires portés par les hommes au Sahara. C’est une tunique large disponible en deux couleurs : le blanc ou le bleu. Il y a également une brèche au niveau de la poitrine avec une poche appelée Ellebna (en arabe : اللبنة). En outre, il y a le pantalon kchat attaché aux ceintures en cuir minces, et puis le pantalon Stembel qui est un pantalon bouffant de la même couleur que la Darâa, large sur le côté et qui se resserre dans la direction du milieu de la jambe.
Les Sahraouis n’éprouvent aucune difficulté à exécuter une quelconque tâche, aussi complexe soit-elle, en portant leurs vêtements traditionnels. On pourrait penser que ces vêtements présenteraient une gêne dans les mouvements et déplacements de la journée, ce n’est nullement le cas. Les Sahraouis s’adonnent à leurs activités le plus normalement possible. Les habitants des provinces du Sud sont très attachés à leurs costumes traditionnels transmis d’une génération à l’autre et qui reflètent la richesse du patrimoine des nomades de la région.

## Métissage Arabo-Africain
Le Maroc est un carrefour géographique, historique, culturel et civilisationnel. C’est ce qui explique le mélange auquel ont survécu la musique arabe et africaine, donnant naissance à un genre musical purement sahraoui, propre à la région. La Guedra, qui a été influencée par des conditions socio-culturelles diverses, repose essentiellement sur le langage du corps, omniprésent dans cette danse où se rejoignent les dimensions religieuse islamiques, et culturelles sahraouie.
La danse de la Guedra ne se résume pas à l'aspect festif mais revêt aussi dans sa profondeur une dimension liée au soufisme. Ainsi, les "Hamayets", au cours desquels sont répétés des prières et des chants revêtent des aspects religieux et spirituels visant à invoquer Dieu et à implorer Son pardon et Sa miséricorde.
La danse de la Guedra se démarque par son métissage qui intervient intrinsèquement au niveau des rythmes de percussion purement africains, poèmes chanté en langue arabe, et thématiques liées à la religion.